# Pseudochromis fuscus
Pseudochromis fuscus is een straalvinnige vissensoort uit de familie van dwergzeebaarzen (Pseudochromidae). De wetenschappelijke naam van de soort is voor het eerst geldig gepubliceerd in 1849 door Müller & Troschel.